# الخوف (رواية)
الخوف The Fear هي رواية للكاتب الأسترالي توماس كينيلي، نشرت عام 1965، لأول مرة عن دار نشر كاسل في أستراليا.
لم يكن موريس دنليفي في The Canberra Times معجبًا بالرواية: «الخوف هو رواية تبحث عن موضوع ما. لا يعرف كينيلي إلى أين يتجه ولا تعرف شخصياته إلى أين تأخذه... ماذا إنه لا يكتب رواية بل يقدم قصة ممتلئة بالحقائق. لكن الحقائق حقائق وغالبًا ما لا علاقة للحقيقة بها. الحقيقة في الأدب عادة ما تولد من الخيال. من الممكن أن يكون لها علاقة ما مع الحقائق، مع الخبرة المكتسبة بشق الأنفس، لكنها لا تتبع إطلاقا عبودية إملاءاتهم».

## عن الرواية
عند إعادة إصدارها في عام 1968 لاحظ أحد المراجعين في وروني: "لقد كتب الكثير عن تألق نثر كينيلي، وقد تم الترحيب به كواحد من أكثر الكتاب إثارة للظهور في أستراليا لسنوات عديدة. يخبرنا دعاية غلاف هذا الإصدار من The Fear أن Keneally لديه "خيال عنيف من أجل المرعب والمرعب"، ولكن في نفس الوقت "شياطينه بشر". بالنسبة لهذا القارئ، فإن شياطين كينيلي لا ترقى إلى مستوى الادعاءات المقدمة عنهم... ما يضع كينيلي في المرتبة الأولى من المؤلفين هو تصويره الواقعي لأفعال الطفل وأفكاره وعواطفه